# Zentralafrikanische Zoll- und Wirtschaftsunion
Die Zentralafrikanische Zoll- und Wirtschaftsunion (Französisch: Union Douanière et Économique de l’Afrique Centrale/UDEAC) war ein durch den Vertrag von Brazzaville am 8. Dezember 1964 vereinbarter wirtschaftspolitischer Zusammenschluss der zentralafrikanischen Staaten und ehemaligen Kolonien von Französisch-Äquatorialafrika:  Gabun, Kamerun, die Volksrepublik Kongo, Tschad und die Zentralafrikanische Republik und wurde bis 1966 ratifiziert.
Bereits im Dezember 1966 trat die Zentralafrikanische Republik und danach der Tschad aus der UDEAC wieder aus, um am 2. April 1968 auf Initiative des kongolesischen Präsidenten Mobutu Sese Seko mit der Union Zentralafrikanischer Staaten (UEAC) eine eigene Zollunion zu gründen, deren Vorsitzender er wurde.
Am 22. November 1972 übernahm die UDEAC die Banque Centrale des États de l'Afrique Équatoriale et du Cameroun (B.C.E.A.C.) und gründete mit der Banque des États de l’Afrique Centrale (BEAC) eine eigene zentralafrikanische Zentralbank.
Auf dem Gipfeltreffen der Staats- und Regierungschefs der UDEAC einigten sich die Mitgliedsstaaten auf die Bildung einer größeren Wirtschaftsgemeinschaft der zentralafrikanischen Staaten. Die Zentralafrikanische Wirtschaftsgemeinschaft (CEEAC-ECCAS) wurde am 18. Oktober 1983 in Libreville von den UDEAC-Mitgliedern, São Tomé und Príncipe und den Mitgliedern der seit 1976 bestehenden Wirtschaftsgemeinschaft der Länder der Großen Seen (CEPGL) gegründet. Zum Januar 1984 trat Äquatorialguinea der UDEAC bei.
Die UDEAC-Mitgliedsstaaten unterzeichneten am 14. März 1994 im Vertrag von Ndjamena (ohne die Demokratische Republik Kongo) die Gründung der Zentralafrikanischen Wirtschafts- und Währungsgemeinschaft (CEMAC).